# БТР-Д
Бронетранспорте́р деса́нтний БТР-Д — основний базовий бронетранспортер повітрянодесантних та аеромобільних військ. Гусеничний, плавучий, авіатранспортабельний, десантується парашутним, парашутно-реактивним та посадковими способами.
Призначений: для перевезення особового складу й поранених повітрянодесантних та аеромобільних військ на полі бою, а також для транспортування озброєння, боєприпасів, паливо-мастильних матеріалів та інших військових вантажів.
БТР-Д, а також зразки створені на його базі, десантуються з літаків військово-транспортної авіації (ВТА) типу Ан-12, Ан-22, Ан-70, Ан-124, Іл-76.

## Історія створення та розвитку
У 1974 році на озброєння повітрянодесантних військ був прийнятий («об'єкт 925») гусеничний бронетранспортер десантний БТР-Д, створений з використанням вузлів й агрегатів БМД-1. Поява БТР-Д була не випадковою. Суворі вимоги щодо обмеження маси вимусили обмежити габарити й, відповідно, місткість БМД-1. В неї розміщувалися тільки сім осіб: два члена екіпажу й п'ять десантників (для порівняння: в БМП-1 — 11). Через це й виникла думка щодо розробки на базі БМД-1 бронетранспортера, слабше озброєного, але який повинен мати більшу місткість. Він відрізнявся від БМД-1 подовженим майже на 483 мм корпусом. Була збільшена довжина опорної поверхні гусениць, на кожному борту встановлено по 6 опорних та 5 підтримувальних котків.
Постійний екіпаж БТР-Д складається з трьох осіб: механіка-водія й двох кулеметників, у десантному відділенні розташовуються десять десантників. За рухомістю та захищеністю БТР-Д подібний до БМД-1.
Озброєння БТР-Д складається з двох курсових 7,62-мм кулеметів ПКТ та чотирьох димових гранатометів 902В «Туча», які змонтовані попарно на задній стінці десантного відділення. З другої половини 1980-х років частина машин оснащувалася 30-мм автоматичним гранатометом АГС-17 «Пламя» («Полум'я»), який встановлювався на кронштейні в правій частині даху корпусу. Попри збільшення розмірів, шляхом відмови від башти з озброєнням бойова маса БТР-Д, у порівнянні з БМД-1, зросла лише на 800 кг.

Загальна схема БТР-Д і БТР-РД

## Модифікації та машини на базі БТР-Д
Бронетранспортер десантний БТР-РД «Робот» (самохідний ПТРК)У 1979 році на базі БТР-Д був розроблений бронетранспортер БТР-РД «Робот», обладнаний ПУ 9П135М протитанкового комплексу для ПТКР 9М113 «Конкурс» або 9П135М-1 для ПТКР 9М111 «Фагот». Він надійшов на озброєння протитанкових підрозділів повітрянодесантних військ.
Бронетранспортер десантний БТР-ЗД «Скрежет» (укр. Скрегіт) (зенітний варіант БТР)Пізніше (розробка 1984 року) на базі БТР-Д був створений бронетранспортер БТР-ЗД «Скрежет» («Скрегіт») для перевезення обслуги зенітно-ракетних комплексів (шість ПЗРК «Стріла-3»). Має спеціальні стелажі для перевозки ПЗРК Ігла та Стріла без штатних ящиків під бронею та хомути для кріплення однієї ракети поряд із люком на броні. Ця машина використовується також як базове шасі для встановлення на даху корпусу 23-мм спареної автоматичної зенітної гармати ЗУ-23-2 на польовому лафеті (кріпиться на дерев'яних підставках та тросових розтяжках).
Самохідна артилерійська гармата 2С9 «Нона»
З 1980 року для артилерійських підрозділів та частин повітрянодесантних військ розпочався серійний випуск самохідної артилерійської гармати 2С9 «Нона-С» (Об'єкт-925С), базою для якого також послужив бронетранспортер БТР-Д. В середній частині корпусу розташовується башта кругового обертання з встановленою в ній унікальною 120-мм нарізною гарматою-мінометом 2А51, що заряджається з казенної частини.
Дальність стрільби такого комплексу становить майже 9 км. У вертикальній площині ствол гармати наводиться в діапазоні від −4° до +80°. Боєкомплект, що возиться, складається з 60 уламково-фугасних, кумулятивних, запалювальних, димових та освітлювальних пострілів.
Екіпаж машини складається з чотирьох осіб: командира, навідника, зарядника та механіка-водія.
Машина управління вогнем артилерії «Реостат» (1В116/1В118/1В119)Водночас з артилерійською системою 2С9 «Нона-С» у війська на озброєння пішла машина управління вогнем артилерії 1В119 «Реостат». Вона обладнувалася РЛС розвідки наземних цілей з дальністю виявлення до 14 км, лазерним далекоміром (дальність до 8 км), денними та нічними приладами спостереження, топоприв'язником, бортовою ЕОМ, двома радіостанціями Р-123 та одною Р-107. Екіпаж розташовується в рубці, прилади встановлені в обертовій башті. Озброєння містить: курсовий ПКТ, ПЗРК, три РПГ типу РПГ-18 «Муха».
Командно-штабна машина КШМ-Д або БМД-1КШ «Сорока»БМД-1КШ «Сорока» — командно-штабна машина бригадно-полкової ланки з двома радіостанціями Р-123, двома радіостанціями Р-111, розвідувальною радіостанцією Р-130 і шифруючою апаратурою зв'язку.
Командно-штабна машина БМД-1P «Синиця»БМД-1P «Синиця» — командно-штабна машина дивізійної ланки з радіостанцією Р-161А2М.
Броньована ремонтно-евакуаційна машина БРЕМ-ДБроньована ремонтно-евакуаційна машина БРЕМ-Д (Об'єкт-932) була розроблена спеціально для ремонтних підрозділів повітрянодесантних військ на базі бронетранспортера десантного БТР-Д та обладнана краном-стрілою, тяговою лебідкою, сошником-лопатою та зварним апаратом. Прийнята на озброєння з 1989 року, проте надійшла у війська у незначній кількості.
На базі бронетранспортеру десантного БТР-Д випускались також:
- станція супутникового зв'язку Р-440 ОДБ «Фобос»;
- «об'єкт 925А» — машина для встановлення спеціальної апаратури;
- санітарний бронетранспортер;
- станція пуску і управління дистанційно-керованими літальними апаратами типу «Пчела» та «Шмель»;
- комплекс повітряного спостереження місцевості «Малахіт»; а також
- 925Г — гусеничний транспортер на базі БТР-Д для народного господарства.

## Оператори
Станом на 2008 рік:
- Азербайджан — 11 од.
- Білорусь — 22 од.
- Молдова — 9 од.
- Росія — 700 од.
- Україна — 44 од.
- Узбекистан — 50 од.

## Колишні оператори
- СРСР
- Республіка Білорусь— 22 од.